# Patricia Kaas
Patricia Kaas, född 5 december 1966 i Forbach, Frankrike, är en fransk sångare och skådespelare.
Kaas är en av världens mest framgångsrika franska kvinnliga sångerskor under senare tid och är känd för sin musik som är en blandning av chanson, jazz och pop. Hon jämförs ofta med Celine Dion och Lara Fabian. Sedan debuten med "Mademoiselle chante..." 1988 har Kaas sålt över 16 miljoner album världen över.. Sin största internationella framgång har hon nått med sitt tredje album Je te dis vous, bland annat i Sverige, Finland, Ryssland, Tyskland, Schweiz, Nederländerna, Belgien, Kanada och Korea.
2002 debuterade Patricia Kaas på bioduken i "And Now... Ladies and Gentlemen tillsammans med Jeremy Irons.
2005 tog hon ett sabbatsår för att återigen i början av 2006 börja arbeta med musiken. Ett nytt album släpptes i december 2008. En ny världsturné startade 2009 och hon representerade Frankrike i Eurovision Song Contest 2009 med låten Et S'il Fallait Le Faire som kom på åttonde plats.

## Biografi
Patricia Kaas föddes som den yngsta av sju barn (fem pojkar och två flickor) 5 december 1966 i Forbach, Lorraine i Frankrike, nära gränsen till Tyskland. Hennes far, Joseph (gruvarbetare), var fransman och hennes mor, Irmgard, tyska. Kaas växte upp i Stiring-Wendel, mellan Forbach och Saarbrücken på den franska gränsen. Fram till sex års ålder talade hon en tysk dialekt. Hennes fransk-tyska arv resulterade i ett konstant intresse av att förbättra förhållandet mellan de båda länderna. 
Hennes mamma uppmuntrade Kaas att bli sångerska från mycket unga år. Vid en ålder av åtta kunde Kaas redan sjunga sånger av Sylvie Vartan, Dalida, Claude François och Mireille Mathieu, men även engelska sånger såsom New York, New York, på olika mindre evenemang, bland annat på sin brors bröllop. Hon nådde sin första stora framgång då hon vann en popsångtävling. Redan vid hennes första framträdanden visade Kaas sin hesa, rökiga röst, som kom att leda till jämförelser med Édith Piaf och Marlene Dietrich.
Kaas tog sina första steg i den professionella musikbranschen vid 13 års ålder, då hon med hjälp av sin bror Egon undertecknade ett avtal med en klubb från Saarbrücken vid namn Rumpelkammer. Kaas uppträdde med namnet Pady Pax, som hon tog från det Stiring-Wendelska bandet Pax Majorettes, där hon och hennes syster Carine var medlemmar. Under sju år medverkade hon även i bandet Dob's Lady Killers. Vid 16 års ålder arbetade hon som modell i en agentur i Metz. Kaas första försök att bryta sig in i musikbranschen misslyckades dock. En producent avvisade henne med argumentet att världen inte behövde en annan Mireille Mathieu. Kaas producent vid denna tidpunkt var arkitekten Bernard Schwartz, som kom att leda henne till hennes första stora framgång.

## Karriär

### Jalouse(1985–87)
År 1985 producerades slutligen en sång av den 19-åriga Kaas. Mannen som låg bakom det hela var ingen mindre än den franska skådespelaren Gérard Depardieu. Schwartz såg Kaas sjunga på Rumpelkammer i Saarbrücken och introducerade henne till låtskrivaren François Bernheim. Bernheim hade arbetat med Kaas och övertygade Depardieu att göra henne en låt.
Depardieu producerade således Kaas första singel Jalouse (Sve: Svartsjuk), skriven av Bernheim och Depardieus hustru Elisabeth. Sången publicerades av EMI, men blev en flopp. Trots detta, var mötet emellan Kaas och Depardieu en av de viktigaste händelserna i början av hennes "konstnärliga karriär".

### Mademoiselle chante le blues (1987–90)
I och med Jalouse och Bernheim fick den franska låtskrivaren Didier Barbelivien kännedom om Kaas. Hans sång Mademoiselle chante le blues (Sve: Fröken sjunger blues) var sångerskans första stora hit. Den publicerades 1987 av Polydor och nådde en 7:e plats i den franska singellistan. Följande år bandades Kaas andra singel D'Allemagne (Sve: Från Tyskland), skriven av Barbelivien och Bernheim. 
Kort därefter utgavs Kaas första album Mademoiselle chante .... Den stannade på en 2:a plats i den franska albumlistan under två månaders tid, i Topp-10 i 64 veckor och 118 veckor i topp-100. Strax därefter sålde albumet guld i Frankrike (över 100.000 sålda) och efter tre månader platina (över 350.000 sålda). Albumet sålde även platina i Belgien och Schweiz och guld i Kanada. Sammanlagt har Mademoiselle chante ... sålt mer än 3 miljoner exemplar över hela världen. Under samma år vann Kaas Victoire de la musique i kategorin "årets nykomling", ett av de viktigaste franska musikpriserna. 
År 1989 led Kaas en traumatisk personlig upplevelse när hennes mamma insjuknade i cancer och dog. Den nallebjörn som Kaas skickade för att stödja sin mors smärtor, följer idag med henne överallt som maskot.
År 1990 började Kaas sin första världsturné, som varade i 16 månader. Hon sjöng framför cirka 750.000 fans i över 196 konserter i 12 länder. Bland annat sjöng hon dagligen under en veckas tid i l'Olympia och Zenith, en av de mest berömda konsertsalar i Paris. Konserterna såldes ut fyra månader innan de började. Kaas gav också andra framgångsrika konserter i New York och Washington DC i USA. I slutet av turnén hade Mademoiselle chante ... sålt 1 miljon exemplar i Frankrike och uppnådde diamant status. Kaas tog emot även Goldene Europa, ett av de största tyska musikpriser.

### Scène de vie(1990–93)
År 1990 flyttade Kaas från sitt tidigare skivbolag Polydor till CBS/Sony. Cyril Prieur och Richard Walter från företaget Talent Sorcier i Paris ersatte Bernard Schwartz som sångerskans chefer 1987. Prieur och Walter bidrog avsevärt till sångarens framgång och Kaas anser dem fortfarande som sin "familj". 
Med ett nytt skivbolag framställdes Scène de vie (Sve: Scener i livet) 1990. Den nådde toppen i franska listan och stannade där i 10 veckor, fick diamantstatus, precis som Mademoiselle chante .... Med låten Kennedy Rose arbetade Kaas igen med Elisabeth Depardieu och François Bernheim. Detta samarbete var mer framgångsrikt än Jalouse och sången nådde en 34:e plats i den franska singellistan. Låten ägnades åt Rose Kennedy, matriark av Kennedy klanen och mor till USA:s president John F. Kennedy. 
Även på Scène de vie-turnén utförde Kaas 210 konserter inför 650 000 åskådare i 13 länder, bland dem Japan, Kanada och Sovjetunionen, där hon sjöng i Moskva och Leningrad. I slutet av 1991 publicerade Kaas sitt första livealbum Carnet de scène (Sve: Minnen) med vilket hon uppnådde popularitet utanför hennes hängivna fans. 13 år senare publicerade Sony även albumet som en live-DVD. 
År 1991 fick Kaas ytterligare två internationellt kända musikpriser, World Music Award och en Bambi. Året därpå blev hon 3:a i kategorin "Bästa internationella kvinnliga sångare" i ECHO Awards i Köln, nominerad tillsammans med Cher (som fick första pris), Tina Turner, Madonna och Whitney Houston, fyra av de största namnen i musikbranschen.

### Je te dis vous(1993–95)
Kaas album Je te dis vous (Sve: Jag niar dig) var hennes definitiva genombrott på den internationella musikscenen. (I Frankrike är det naturligt och hör till goda vanor att man niar personer man inte känner tillräckligt bra med att använda hövlighetsformen Ni, varifrån skivans namn). Skivan sålde 3 miljoner exemplar i 47 länder. Skivan producerades i Pete Townshends Eel Pie Studio i London, England av Robin Millar, som redan hade arbetat med Sade och Fine Young Cannibals. I USA och Storbritannien publicerades skivan under namnet Tour de Charme (inte att förväxla med hennes livealbum med samma namn). På albumet sjöng Kaas sin första låt på tyska: Ganz und Gar (Sve: Verkligen). Albumet inkluderade också tre låtar på engelska, inklusive en version av James Browns It's A Man's World. Den brittiska rock musikern Chris Rea ackompanjerade på gitarr Kaas i låtarna Out of the Rain och Ceux qui n'ont rien (Sve: De som inte har något).
Je te dis vous är Kaas mest framgångsrika album i den tyskspråkiga världen. Albumet stannade 2 veckor på 11:e plats och 36 veckor i topp-100. I Schweiz nådde Kaas 2:a plats i albumlistan och i Frankrike 1:a plats. Det var hennes tredje album som fick diamantstatus, något ingen fransk sångerska nått innan henne. För tillfället anses Je te dis vous vara ett av de bästa moderna chansonalbumen, som visar de viktigaste egenskaperna hos genren. Med singeln Il me dit que je suis belle (Sve: "Han säger att jag är vacker"), av Sam Brewski (alias Jean-Jacques Goldman), nådde Kaas sin andra topp5-låt i Frankrike. En remix av Reste sur moi (Sve: "Håll om mig") nådde topp-20 i USA:s danslista.
Följande världsturné omfattade 19 länder. Bland annat var hon den första västerländska sångerskan som besökte Hanoi i Vietnam efter Vietnamkriget och hon turnerade också i Korea, Japan, Kambodja och Thailand. Under turnén höll hon även en välgörenhetskonsert i Tjernobyl inför 30 000 åskådare. Sammanlagt sjöng hon inför 750 000 åskådare på 150 konserter. År 1994 publicerades det andra livealbumet Tour de Charme (Sve: En turné med charm), som liksom Carnet de scène omarbetades till en live-DVD under år 2004.

### Piano Bar(2001–03)
Under samma år började Kaas sin skådespelarkarriär i filmen And now ... Ladies and Gentlemen med Jeremy Irons, regisserad av Claude Lelouch. Hennes skivbolag publicerade ett Best of-album Rien ne s'arrête (Sve: Ingenting slutar). Eftersom det var en best-of, var bara titeln ny. 
År 2000 beslöt Kaas att flytta till Zürich, såsom hennes skivbolag, vilket döptes om till International Talent Consulting. Cyril Prieur och Richard Walter stannade kvar vid Kaas sida. 
Efter filmen publicerades albumet Pianobar By Patricia Kaas, som egentligen inte är ett soundtrack till filmen, det verkliga soundtracket har aldrig släppts ut. Piano Bar ... var Kaas första helt engelskspråkiga album, och är en hyllning till de stora franska chanson-artisterna under historiens tid. Albumet nådde en 10:e plats i franska listan och var det näst mest framgångsrika av hennes album i Tyskland, där skivan nådde en 12:e plats. År 2002 fick Kaas igen en Golden Europa. 
The Pianobar Livetour inleddes i september 2002 i Frankrike och pågick fram till april 2003. I samband med turnén ingick sex slutsålda konserter i USA och även framträdanden i Los Angeles, Chicago, San Francisco och Detroit, liksom på Beacon Theater på Broadway, New York inför 6000 fans. 

### Sexe fort(2003–06)

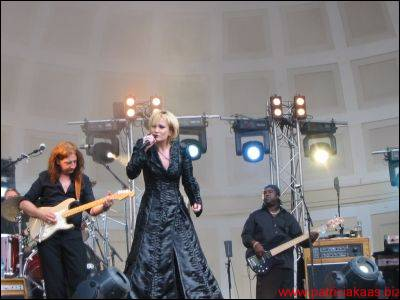
Patricia Kaas på Sexe fort-turnén 2005

Den 1 december 2003 utkom albumet Sexe fort (Sve: Starkt kön). Med albumet nådde hon en 9:e plats i Frankrike. Även nu hade Jean-Jacques Goldman bidragit med material, nu med C'est la Faute à la vie (Sve: Det är livets fel).
8 december 2003 mottog Kaas Förbundsrepubliken Tysklands enda statsorden, för hennes bidrag till vänskap mellan Frankrike och Tyskland, en ära som dittills tilldelats endast några internationella konstnärer. 
Fram till slutet av 2005 pågick Kaas sjunde världsturné. Sammanlagt uppträdde hon i 25 länder, däribland Kina och Ryssland. I alla länder höll hon 175 konserter inför mer än 500.000 åskådare. Trots det relativa misslyckandet med Sexe fort blev turnén en stor succé.

### Kabaret och världsturné (2008– )
Efter Sexe Fort-turnén i november 2005, tog Kaas en paus fram till början av 2008, som bara avbröts av vissa live-föreställningar. I februari 2008 publicerade Kaas låten Ne pozvonisj med den ryska gruppen Uma2rman, som nått stor framgång i Ryssland.
Det nya albumet Kabaret släpptes ut i december 2008. Strax efteråt, är hon på en ny live-turné i Frankrike, Tyskland, Ryssland, Polen, Finland, Lettland, Estland och andra länder, för att marknadsföra sitt nya album. Ytterligare förhandlingar är också på gång med andra live-föreställningar i Ukraina, Azerbajdzjan, Ungern och USA.

### Eurovision Song Contest
Patricia Kaas representerade Frankrike i Eurovision Song Contest 2009 i Moskva, Ryssland.. Patricia Kaas fans världen över deltog i en internationell undersökning där de valde favoritlåten från hennes nya album Kabaret. Låten Et s'il fallait le faire fick överlägset mest röster och valdes således som sångerskans första singel, men även som Frankrikes bidrag i Eurovision Song Contest 2009.
Låten fick bra feedback från flera tidningar och enkäter, och slutade på åttonde plats.

## Diskografi

### Album
- 1988 – Mademoiselle chante...
- 1990 – Scène de vie
- 1991 – Carnets de scène 1
- 1993 – Je te dis vous
- 1995 – Tour de charme 1
- 1997 – Dans ma chair
- 1997 – Black Coffee
- 1998 – Rendez-vous 1
- 1999 – Le Mot de passe
- 1999 – Christmas in Vienna VI (med Plácido Domingo och Alejandro Fernández)
- 2000 – Long Box (inkluderar albumen Scène de vie, Je te dis vous, Dans ma chair och Le mot de passe)
- 2000 – Ce sera nous 1
- 2001 – Les indispensables de Patricia Kaas 1
- 2001 – Rien ne s'arrête/Best of 1987–2001 2
- 2002 – Piano Bar
- 2003 – Sexe fort
- 2005 – Toute la musique... 1
- 2007 – Ma Liberté contre la tienne 2
- 2008 – Kabaret
- 2012 – Kaas chante Piaf[5]

1 Livealbum

2 Samlingsalbum

### Live-DVD
- 1998 – Rendez-vous
- 2000 – Ce sera nous
- 2004 – Carnets de scène
- 2004 – Tour de charme
- 2005 – Toute la musique…

## Priser och utmärkelser
| År        | Pris                       | Kategori |
| till 1989 | till 1989                  | till 1989                                                                                                   |
| --------- | -------------------------- | --- |
| 1988      | Victoire de la Musique     | "Årets nykomling" för D'Allemagne                                                                           |
| 1989      | Victoire de la Musique     | "Mest sålda kvinnliga artist utomlands"                                                                     |
| 1990–1999 |                            | |
| 1990      | Golden Europa              | "Årets kvinnliga artist"                                                                                    |
| 1991      | Victoire de la Musique     | "Årets bästa franska kvinnliga tolkare", "Mest sålda kvinnliga artist utomlands"                            |
| 1991      | World Music Award          | "Årets bästa franska kvinnliga artist"                                                                      |
| 1991      | Bambi                      | "Årets kvinnliga artist"                                                                                    |
| 1992      | Victoire de la Musique     | "Mest sålda kvinnliga artist utomlands"                                                                     |
| 1992      | ECHO                       | 3:e plats "Bästa utländska kvinnliga artist"                                                                |
| 1994      | L'Oscar de la musique      | |
| 1995      | Victoire de la Musique     | "Mest sålda artist utomlands"                                                                               |
| 1995      | La femme en or             | |
| 1995      | World Music Award          | "Årets bästa franska kvinnliga artist"                                                                      |
| 1996      | Platinum Europe Award      | för Tour de charm                                                                                           |
| 1998      | IFPI Platinum Europe Award | för Dan ma chair                                                                                            |
| från 2000 |                            | |
| 2000      | Victoire de la Musique     | |
| 2000      | Adenauer-de-Gaulle Prize   | |
| 2002      | Goldene Europa             | "Årets bästa utländska kvinnliga artist"                                                                    |
| 2003      | Bundesverdienstkreuz       | "Förbundsrepubliken Tysklands enda statsorden" för hennes bidrag till vänskap mellan Frankrike och Tyskland |
| 2004      | Radio Regenbogen Award     | |
| 2008      | Zolotoj grammofon          | för Ne pozvonisj med Uma2rman                                                                               |